# Place des Étangs Noirs
 (juin 2023).
La place des Étangs Noirs (en néerlandais : Zwarte Vijversplein) est une place bruxelloise de la commune de Molenbeek-Saint-Jean.

## Contexte historique
La place des Étangs Noirs a été construite sur les lieux d'anciens étangs datant du XIXe siècle,. À cette époque, cette place était utilisée pour l’élevage de canards, la pêche et l'irrigation. Néanmoins, avec la croissance rapide de l'industrialisation au XIXe siècle, la pression sur les espaces verts s'est accrue et les étangs ont été comblés pour faire place à des infrastructures urbaines et des immeubles.
La place des Étangs Noirs tire son nom de l'un de ces étangs, qui était autrefois couvert d'une épaisse couche de matières organiques en décomposition, ce qui lui donnait une couleur sombre et une odeur désagréable.
Aujourd'hui, la place a été réaménagée pour offrir davantage d'espace public, et elle est devenue un lieu de rencontre et d'activité pour les habitants de Molenbeek-Saint-Jean ainsi que les visiteurs de Bruxelles. Malgré le fait que les étangs ont depuis longtemps disparu, le nom est resté tel quel et est l'un des repères les plus populaires de la Région.

## Localisation

### Description
La place des Étangs Noirs est une place située à l'angle de la chaussée de Gand et de la rue des Étangs Noirs à Molenbeek-Saint-Jean. C'est une grande place située près de la station de métro Étangs Noirs.
Au coin nord-ouest se trouve une église en pierre à la rosace imposante et à la tour clocher majestueuse, tandis qu'au sud-est se dresse un imposant édifice en briques rouges accueillant le musée local. Au nord, les visiteurs peuvent découvrir un parc spacieux s'étendant sur plusieurs hectares ornés de trois étangs noirs cernés d'arbres et de voies cyclables. Ce lieu de détente est apprécié par les familles accompagnées d'enfants, les joggeurs et les promeneurs.
La place est agrémentée de bancs pour permettre une pause. Aux alentours, des rues commerçantes abritent des boutiques de vêtements, des cafés et des restaurants. C'est aussi un lieu de rassemblement pour les événements festifs comme les marchés de Noël, les festivals de musique et les feux d'artifice, attirant les touristes autant que les habitants de la ville. Une ambiance animée et haute en couleur dépeint parfaitement cette place au charme indéniable,.

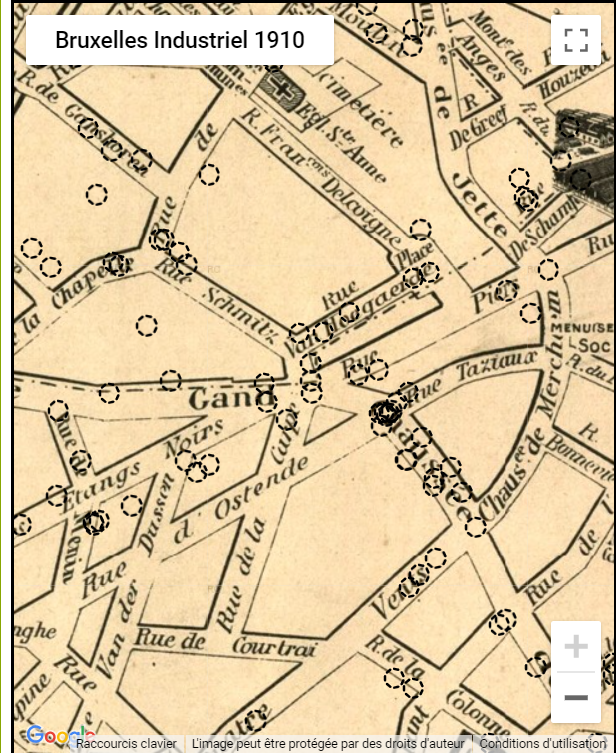
La place des Étangs Noirs sur un plan industriel de Bruxelles en 1910.

Pourtant celle-ci a mauvaise réputation, au point que des ambitieux projets de rénovations sont prévus pour les années à venir. Le quartier est jugé dangereux et sale. La bourgmestre Catherine Moureaux en parle en ces termes : "C'est le cas depuis plusieurs années. C'est une place mal investie par les habitants parce qu'elle est régulièrement sale, il y a des pigeons... Il y a toutes ces voitures qui insécurisent, les parents ne laisseraient pas leurs enfants jouer à cet endroit. C'est une place abandonnée. On veut en refaire un centre du quartier avec un petit poumon vert dans le Molenbeek historique."
Le gouvernement de la Région de Bruxelles-Capitale a monté un projet d'embellissement qui s'étend de 2022 à 2026. Ce projet, appelé "Contrat de Quartier Durable Étangs Noirs", témoigne à la fois des espoirs que le gouvernement a vis-à-vis de ce quartier mais aussi des sérieux problèmes infrastructurels dont il souffre. Celui-ci a été bien trop négligé, les bâtiments sont vieux et délabrés, certains sont abandonnés. Le quartier ne possède pas assez de verdure et la délinquance y est bien trop élevée selon les autorités belges. Le projet porte donc à la fois sur les infrastructures mais aussi sur la condition socio-économique du quartier. Des projets sociaux de cohésion sociale, d'accrochage scolaire ou de lutte contre la chômage y verront le jour.

### Religion
Dans les années 1960, de nombreux Grecs ont quitté les régions minières pour s'installer à Bruxelles, ce qui a entraîné un besoin accru de lieux de culte orthodoxes. Le comité paroissial de Molenbeek se réunit en avril 1973 sous la présidence du vicaire général de l'archidiocèse de Belgique, l'archimandrite Panteleimon Kontogiannis, pour créer une nouvelle paroisse dont le vicaire est l'archimandrite Cherubim Stavrakis. Les services sont d'abord célébrés dans l'église catholique Saint-Jean-Baptiste à Molenbeek. Le père Spyridon Antoniou, deuxième recteur de la paroisse, tente de trouver un autre bâtiment pour abriter l'église, le centre paroissial et le logement du prêtre. En 1976, le bâtiment situé au 48 rue des Étangs Noirs a été acquis au nom du Patriarcat Œcuménique et inauguré le 11 novembre 1976. Depuis, des restaurations sont régulièrement effectuées, dont une restauration générale en 2006 qui a permis d'embellir l'église avec du mobilier sculpté et de nouveaux objets sacrés. Le centre paroissial a également été rénové avec l'aide des paroissiens et du recteur, le père Zacharias Malliarakis.

### Architecture
La place des Étangs Noirs, qui a vu le jour durant la seconde moitié du XXe siècle, est un point de repère significatif de la ville grâce à son architecture patrimoniale. Elle se caractérise par des constructions modernes de style brutaliste fonctionnaliste, ainsi que divers petits commerces, restaurants et équipements destinés aux citoyens.
Du fait de sa position centrale et historique dans un environnement urbanisé, la place se caractérise par des édifices typiques du style traditionnel belge, une touche de design moderne, des zones publiques aménagées pour les déplacements piétonniers et des structures polyvalentes offrant diverses fonctionnalités, allant des commerces aux habitations en passant par les équipements publics.

### Œuvre d'art
Une œuvre de l'artiste Jan Burssens symbolise les fameux « Étangs Noirs », qui jadis occupaient l'emplacement de la station. L'obscurité, l'angoisse et les dangers séduisants qui régnaient sur les étendues trouble de ces étangs sont rendus par les variations de bleu foncé, contrasté par des taches lumineuses de jaune, vert, mauve et brun. Le peintre a décidé de ne pas représenter les reflets de l'eau, dans le but de se distinguer fortement de la célèbre œuvre Le Bassin aux nymphéas, harmonie verte du peintre Monet. Bien que cette œuvre soit résolument abstraite, certains spectateurs pourraient y voir des plantes, des fleurs, des feuilles d'automne ainsi que des reflets de lumière et de soleil se reflétant sur l'eau sombre. Aujourd'hui, des maisons et des bureaux se sont installés à la place de ces Étangs Noirs, alors qu'autrefois ce lieu était réputé pour le calme et la vie végétale et animale qu'il abritait.

## Accès
Pour se rendre à la place des Étangs Noirs, les transports en commun suivants sont disponibles : 
En métro : lignes 1, 5 et  6. Avec la ligne 6, on peut aller jusqu'à la station Belgica, puis prendre le bus 84 jusqu'à l'arrêt Étangs Noirs.
Les bus STIB 59, 64, 13, 20, 49, 86 et 88.
De Lijn : R29 et 620.
Bus de nuit : N16.

## Rue avoisinantes
Le CQD est implanté au centre de la commune, dans un environnement urbain particulièrement dense et caractérisé par une faible présence d'espaces verts. Il s'étend du nord de la place des Étangs Noirs et de la frontière communale avec Koekelberg jusqu'à la rue Ransfort, au sud. Les limites du quartier sont marquées à l'est par la chaussée de Gand, la chaussée de Merchtem et la rue Mommaerts, et à l'ouest par les rues de Menin, Vanderdussen et Delaunoy.